# Charles Martin (bokser)
Charles Lee Martin (ur. 24 kwietnia 1986 w Saint Louis, Missouri) – amerykański bokser wagi ciężkiej, były mistrz świata organizacji IBF.

## Kariera amatorska
Charles Martin rozpoczął treningi bokserskie w wieku 22 lat. Jako amator stoczył 63 walki.

## Kariera zawodowa
Martin rozpoczął karierę zawodową 27 października 2012 roku. W lipcu 2013 roku zadebiutował na antenie telewizji ESPN, wygrywając przed czasem w 4. rundzie walkę z Aaronem Kinchem. 14 listopada tego samego roku jako pierwszy pięściarz pokonał przed czasem Joeya Dawejko, który został poddany przez swój narożnik przed rozpoczęciem 5. rundy.
W kwietniu 2014 roku wywalczył mistrzowski pas federacji NABO w kategorii ciężkiej, pokonując przed czasem w 4. rundzie Alexandra Floresa. Tytułu tego bronił skutecznie pięciokrotnie, wszystkich swoich rywali odprawiając przez nokaut.

### Mistrzostwo świata IBF
16 stycznia 2016 roku w Nowym Jorku Martin stanął przed szansą wywalczenia prestiżowego tytułu federacji IBF w kategorii ciężkiej, mając za rywala Wiaczesława Głazkowa. Amerykanin wygrał walkę przez kontuzję rywala w 3. rundzie i tym samym został nowym mistrzem świata. 9 kwietnia tego samego roku stracił tytuł w pierwszej obronie na rzecz Brytyjczyka Anthony'ego Joshui (16-0, 16 KO), przegrywając z nim w Londynie walkę przez nokaut w 2. rundzie.
8 września 2018 w Barclays Center na Brooklynie  przegrał jednogłośnie na punkty 94:96, 94:96 i 94:96 z Adamem Kownackim (19-0, 15 KO).